# حارة المسراخ (صنعاء)

تعديل مصدري - تعديل

حارة حارة المسراخ هي إحدى حارات حي القلفان بمديرية السبعين إحد مديريات العاصمة اليمنية صنعاء، بلغ تعداد سكانها 174 نسمة حسب تعداد اليمن لعام 2004.